# Eriococcus borchsenii
Eriococcus borchsenii är en insektsart som först beskrevs av Danzig 1975.  Eriococcus borchsenii ingår i släktet Eriococcus och familjen filtsköldlöss. Inga underarter finns listade i Catalogue of Life.